# هرینگولیتم
هرینگولیتم (به هلندی: Haringvlietdam) یک سد و منطقهٔ مسکونی در هلند است که در خوری-افرفلاکی واقع شده‌است.